# سیب‌زمینی ۸۸۷۰۵
سیارک ۸۸۷۰۵ (به انگلیسی: 88705 Potato، نامگذاری:2001SV) هشتاد و هشت هزار و هفتصد و پنجمین سیارک کشف شده‌است که در ۱۷ سپتامبر ۲۰۰۱ کشف شد.